# Les Moitiers-d’Allonne
Les Moitiers-d’Allonne – miejscowość i gmina we Francji, w regionie Normandia, w departamencie Manche.
Według danych na rok 1990 gminę zamieszkiwało 597 osób, a gęstość zaludnienia wynosiła 35 osób/km² (wśród 1815 gmin Dolnej Normandii Les Moitiers-d’Allonne plasuje się na 379. miejscu pod względem liczby ludności, natomiast pod względem powierzchni na miejscu 173.).